# Jean-Baptiste Dumas (homme politique, 1784-1849)
Pour les articles homonymes, voir Jean-Baptiste Dumas et Dumas.
Jean-Baptiste Dumas, né le 6 mars 1784 à Limoges et mort le 12 mars 1849 à Paris, est un homme politique français.

## Détail des fonctions et des mandats
- Mandat parlementaire
- 23 avril 1848 - 12 mars 1849 : Député de la Haute-Vienne